# Koultoura
Culture (en russe: « Культура »; translitéré Koultoura), autrefois Sovietskaïa Koultoura («Советская культура») est un journal russe traitant de la culture. Il fut longtemps bihebdomadaire et est actuellement hebdomadaire. Il était tiré à  40 155 exemplaires en 2017. Il est distribué en format A2.
C'est un journal réputé. À l'époque soviétique il était le journal de l'intelligentsia, dont les articles faisaient référence y compris dans la littérature scientifique. De 1953 à 1972 il était publié à la fois par le ministère de la Culture et par le Comité central des syndicats. 